# Bosque Municipal (Tangará da Serra)
O Parque Natural Ilto Ferreira Coutinho ou mais conhecido como Bosque Municipal é um parque público, localizado na Rua Júlio Martinez Benevides, no centro de Tangará da Serra, Mato Grosso.
O parque é a maior reserva ambiental localizada dentro da área urbana de Tangará da Serra. Possui uma vegetação de transição entre Cerrado e Floresta Amazônica e apresenta três diferentes áreas denominadas: área de lazer, área alterada e reserva natural.
O parque possui área de camping, parque para crianças, opções de alimentação, além de abrigar diversos animais.